# Дорнах
До̀рнах (на немски: Dornach) е град в Северна Швейцария, кантон Золотурн. Разположен е на 8 km южно от центъра на Базел. Населението му е 6088 жители по данни от преброяването към 31 декември 2008 г.

## История
Битката при Дорнах на 22 юли 1499 г. слага край на Швабската война, утвърдила независимостта на Швейцария от Свещената Римска империя.

## Личности
В Дорнах работи и умира австрийският философ Рудолф Щайнер (1861 – 1925).

## Галерия
- Руини на замъка Дорнек
- Гьотеанум
- Главна зала на Гьотеанума
- Мемориал на Битката при Дорнах, скулптор Яков Пробст
- Паметник на Йоан Непомуцки